# ボストン・オペラ・ハウス (ワシントン・ストリート)
ボストン・オペラ・ハウス（英語: Boston Opera House、日本語: ボストン歌劇場）は、アメリカ合衆国マサチューセッツ州ボストンのワシントン・ストリートにある舞台芸術劇場。1928年10月29日、ムービー・パレスとして建てられ、1980年、オペラ・カンパニー・オブ・ボストンの本拠地として再建されることとなった。2004年、さらなる再建が完了しボストン・バレエの本拠地として使用されるほか、ブロードウェイのツアー公演などが上演される。

## 歴史

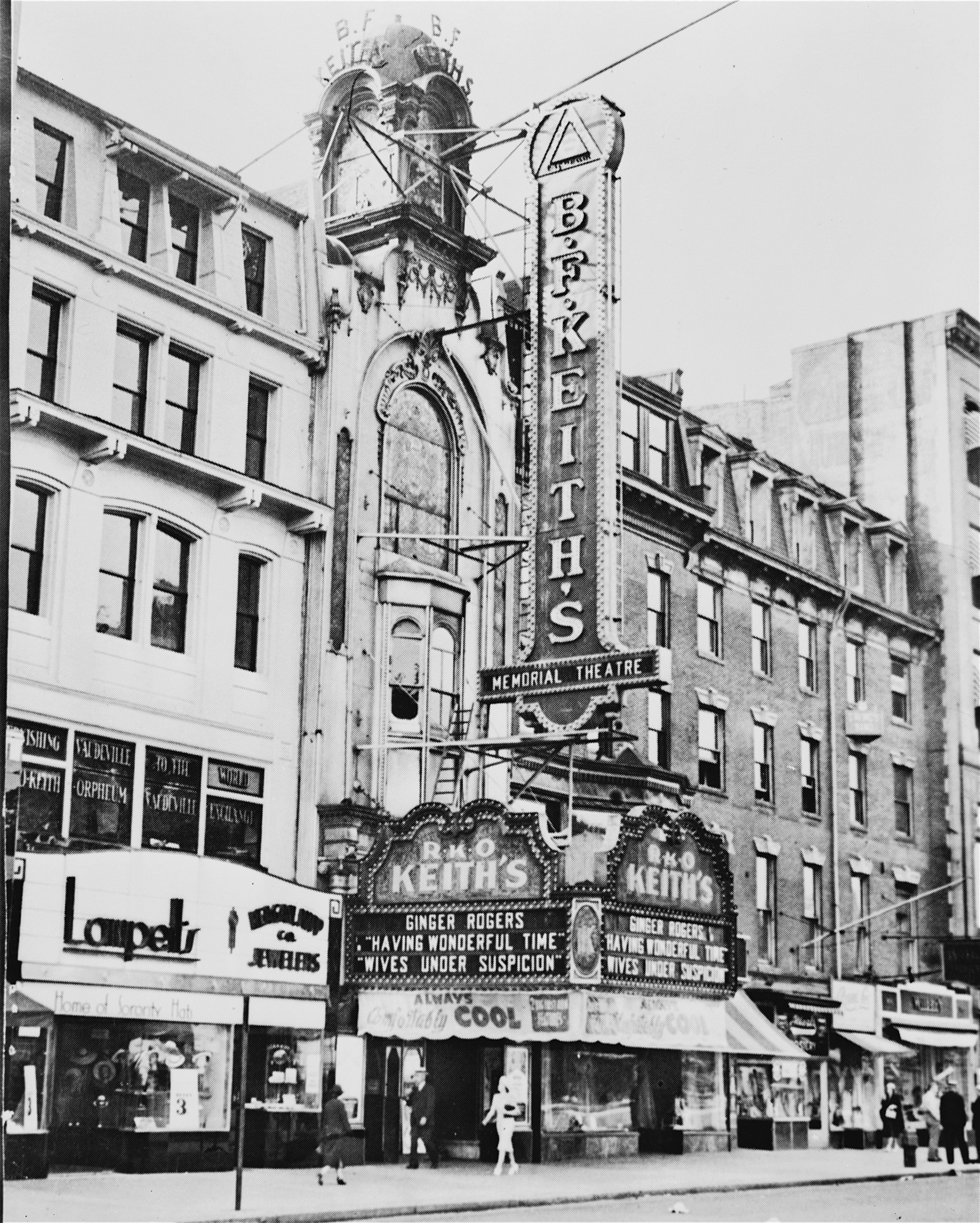
1938年、RKOキース・メモリアル・シアター

当初キース・オルビー・チェーンの豪華な映画館B・F・キース・メモリアル・シアターとして建てられた。キース・メモリアルは著名な劇場設計士トーマス・W・ラムが設計し、ラムによる最も精巧な設計の1つとなった。ヴォードヴィル第一人者B・F・キースの名が付けられ、1928年10月29日に開業し、ヴォードヴィルのライヴと共に映画が初上映された。1929年までにRKOシアターが操業するようになり、RKOキース・シアターと改名し、映画のみ上映されるようになり、1950年代までボストンの映画界を牽引した。
1965年、サック・シアター社に買収されサヴォイ・シアターと改名された。のちにシアターの舞台部分を使用し、より小さい第二の映画館を増設し、プロセニアム・アーチの向こうに組積造で壁を建てて隔てた。
1980年、映画館閉鎖後、オペラ指揮者のサラ・コールドウェルのオペラ・カンパニー・オブ・ボストンの本拠地となり、「ボストン・オペラ・ハウス」と改名した。劇場は地元の芸術パトロンのスーザン・ティムキンの支援を得てオペラ・カンパニーにより買収および改修された。1991年、オペラ・カンパニーは経済破綻により解散となった。この劇場を本拠地とする以前の1958年から劇場を借りて公演してきていたが、それまで長年補修されていなかった大劇場を維持する費用を処理しきれなかったのである。
建物は水害を受け、電気系統や美しい漆喰の装飾が大損害を受けた。屋根裏に収納されていた、何十年にもわたり増え続けていたオペラ・カンパニーの衣裳も被害を受けた。1996年、オペラ・カンパニーは劇場の所有権を放棄した。
1999年、トーマス・メニーノ市長はアメリカ合衆国上院議員エドワード・ケネディ(父ジョセフ・P・ケネディは初代オーナー)の支援を受け、劇場をランドマーク指定されるよう尽力した。何度も企画が消滅、遅延したが、ようやくクレア・チャンネル社が劇場の改修に同意した。台形の劇場を建物が密集した道路に拡張する必要があり、火災などの安全面を危惧する近隣にあるコンドミニアムのトレモント・オン・ザ・コモンズと数年にわたる裁判に発展したが、最終的にメニーノ市長の説得により解決した。
ボストンのオペラ関係者はオペラ・ハウスの改修に関するメニーノ市長やクレア・チャンネルの尽力に感謝した。損傷を受けた内装は3,800万ドルをかけて入念に改修された。2004年7月16日、劇場はミュージカル『ライオン・キング』で再開した。クレア・チャンネルはブロードウェイ・ミュージカルのロングラン公演やポップ・ミュージックのコンサートで歴史的な劇場を活気づけている。ボストン市は年に1度、少なくとも2週間にわたるオペラ公演を行なうことに同意しているが、オペラ・カンパニー・オブ・ボストンが離れて以降はこの劇場を本拠地とするオペラ・カンパニーは存在していない。
現所有者は、地元のビジネスマンであるドン・ロウとデイヴィッド・ミュガーの共同出資によるLLC、ボストン・オペラ・ハウス・ベンチャーである。主なテナントはブロードウェイ・アクロス・アメリカとボストン・バレエである。2005年より毎年、ボストン・バレエが『くるみ割り人形』を上演しており、2009年よりこの劇場がボストン・バレエの本拠地となった。